# Aedia olivescens
Aedia olivescens là một loài bướm đêm trong họ Erebidae.